# Yang Qianyu

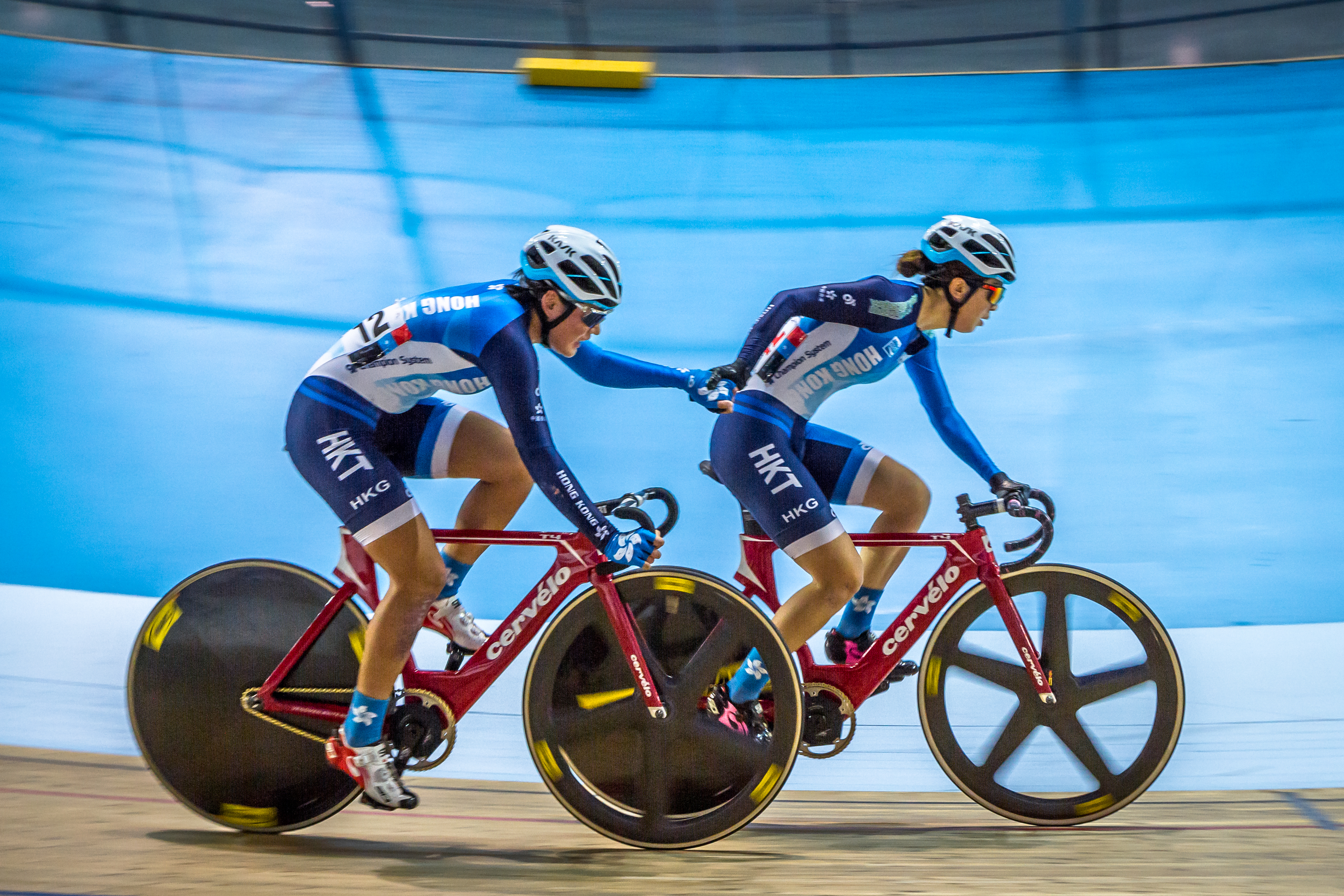
Yang Qianyu (r.) mit Pang Yao (l.) im Zweier-Mannschaftsfahren beim Bahn-Weltcup in Milton (2017)

Yang Qianyu  (chinesisch 楊倩玉 / 杨倩玉, Pinyin Yáng Qiànyù, Jyutping Joeng4 Sin3juk6, * 7. März 1993) ist eine Radsportlerin aus Hongkong, die auf Bahn und Straße aktiv ist.

## Sportliche Laufbahn
2013 wurde Yang Qianyu gemeinsam mit Diao Xiaojuan, Meng Zhao Juan und Jamie Wong Hongkong-Meisterin in der Mannschaftsverfolgung auf der Bahn. Bis einschließlich 2017 errang sie drei weitere nationale Titel auf der Bahn und errang jeweils Silber in verschiedenen Bahn-Disziplinen bei asiatischen Radsportmeisterschaften, im Scratch, im Punktefahren und mit Pang Yao, Leung Bo Yee und Diao Xiaojuan in der Mannschaftsverfolgung.
Ab 2016 war Yang auch zunehmend erfolgreich auf der Straße. In diesem Jahr gewann sie die Tour of Thailand und wurde Zeitfahrmeisterin von Hongkong. 2017 wurde sie als erste Radsportlerin aus Hongkong Asienmeisterin im Straßenrennen. 2017, 2018 sowie 2019 wurde sie nationale Straßenmeisterin. 2023 gewann sie das Straßenrennen der Asienspiele.

## Erfolge

### Bahn
2014
- Meisterin von Hongkong – Scratch, Mannschaftsverfolgung (mit Diao Xiaojuan, Meng Zhao Juan und Jamie Wong)
- Asienmeisterschaft – Scratch
- Asienmeisterschaft – Mannschaftsverfolgung (mit Pang Yao, Meng Zhao Juan und Jamie Wong)

2015
- Asienmeisterschaft – Einerverfolgung, Mannschaftsverfolgung (mit Meng Zhao Juan, Leung Bo Yee und Pang Yao)
- Meisterin von Hongkong – Teamsprint (mit Meng Zhao Juan)

2016
- Asienmeisterschaft – Einerverfolgung

2017
- Asienmeisterschaft – Mannschaftsverfolgung (mit Pang Yao, Leung Bo Yee und Diao Xiaojuan)
- Meisterin von Hongkong – Punktefahren

2018
- Asienspiele – Zweier-Mannschaftsfahren (mit Pang Yao)
- Meisterin von Hongkong – Punktefahren, Zweier-Mannschaftsfahren (mit Pang Yao)

2019
- Meisterin von Hongkong – Punktefahren
- Asienmeisterin 2020 – Madison (mit Pang Yao)

2023
- Asienmeisterschaft – Ausscheidungsfahren
- Asienspiele – Zweier-Mannschaftsfahren (mit Lee Sze-wing)
- Asienspiele – Mannschaftsverfolgung (mit Lee Sze-wing, Leung Bo Yee und Leung Wing Yee)

2025
- Asienmeisterschaft – Mannschaftsverfolgung (mit Lee Sze-wing, Leung Bo Yee und Leung Wing Yee)

### Straße
2016
- Gesamtwertung und eine Etappe Tour of Thailand
- Meisterin von Hongkong – Einzelzeitfahren

2017
- Asienmeister – Straßenrennen
- Meisterin von Hongkong – Straßenrennen

2018
- Meisterin von Hongkong – Straßenrennen

2019
- Meisterin von Hongkong – Straßenrennen

2023
- Asienspielesiegerin – Straßenrennen

2025
- Asienmeisterschaften – Mixed-Staffel